# Слаксы
Слаксы (англ. slacks) — брюки свободного покроя из плотной хлопчатобумажной ткани.
Шьются из плотного смесового габардина, имеют свободную форму, часто — складки от пояса и отвороты внизу; подразумевают стрелки.
Изобрёл их Джей. Эм. Хаггар (J.M. Haggar). В 1938-х годах Хаггар и руководитель рекламного агентства Моррис Хайт (Morris Hite) в Далласе придумали название «слаксы», подразумевая под ним штаны, которые люди носят более небрежно, нежели обычно, в нерабочее время (в переводе англ. slack означает «небрежный», «ненатянутый»).